# Sant'Angelo in Vado

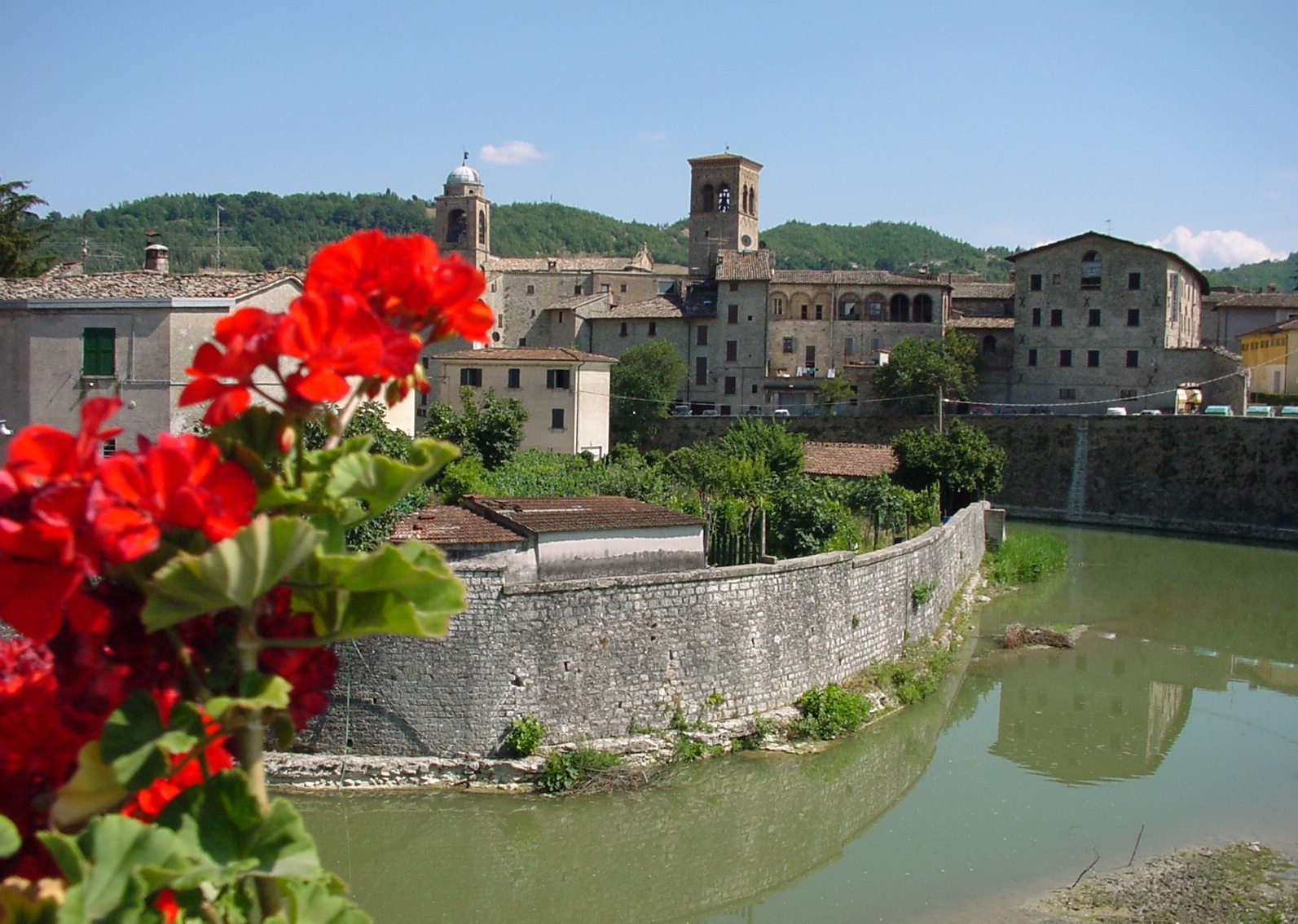
Sant'Angelo in Vado in 2011

Sant'Angelo in Vado is een gemeente in de Italiaanse provincie Pesaro-Urbino (regio Marche) en telt 3964 inwoners (31-12-2004). De oppervlakte bedraagt 67,4 km², de bevolkingsdichtheid is 59 inwoners per km².

## Demografie
Sant'Angelo in Vado telt ongeveer 1467 huishoudens. Het aantal inwoners steeg in de periode 1991-2001 met 2,4% volgens cijfers uit de tienjaarlijkse volkstellingen van ISTAT.
| Jaar | Inwoneraantal |
| ---- | ------------- |
| 1991 | 3777          |
| 2001 | 3868          |

## Geografie
De gemeente ligt op ongeveer 359 m boven zeeniveau.
Sant'Angelo in Vado grenst aan de volgende gemeenten: Apecchio, Belforte all'Isauro, Carpegna, Mercatello sul Metauro, Peglio, Piandimeleto, Urbania, Urbino.